# ایزر (رود)
ایزر (به فرانسوی: Isère) رودی در رون-آلپ است که به رون می‌ریزد. این رود از جنوب شرقی کشور فرانسه می‌گذرد. طول آن ۲۸۶ کیلومتر (۱۷۸ مایل) است. منبع آن یک یخچال طبیعی با نام «منبع ایزر» (به فرانسوی: Sources de l'Isère) است که در ساووآ در مرز با ایتالیا قرار دارد.
بسیاری از کمون‌های فرانسه که در نزدیکی این رود قرار دارند از نام ایزر استفاده کرده‌اند به طور مثال رمن- سور-ایزر. همچنین یکی از دپارتمان‌های فرانسه نام این رود را برخود دارد: ایزر